# Arteria saphena
Die Arteria saphena („verborgene Arterie“, von arabisch safin „verborgen“) ist eine Schlagader der unteren Extremität. Beim Menschen wird dieses Gefäß zwar embryonal angelegt, verkümmert aber in der vorgeburtlichen Entwicklung, so dass sie nach der Geburt nur ausnahmsweise vorhanden ist. Alle übrigen Säugetiere besitzen eine Arteria saphena auch als erwachsene Tiere.
Die Arteria saphena entspringt im Schenkelspalt, an der Innenseite des Oberschenkels aus der Arteria femoralis und kann als oberflächlicher Seitenast dieser angesprochen werden. Sie zieht zusammen mit dem Nervus saphenus und der Vena saphena magna direkt unter der Haut (subkutan) über die Innenseite des Kniegelenks an den Unterschenkel. Am Unterschenkel teilt sie sich – außer bei Paarhufern – in einen vorderen (Ramus cranialis) und hinteren Ast (Ramus caudalis).
Der kleine Ramus cranialis speist bei Raubtieren die oberflächlichen Arterien des Mittelfußes (Arteriae digitales dorsales communes).
Der Ramus caudalis – bei Paarhufern die Arteria saphena selbst – begleitet den Nervus tibialis und zieht über das Sustentaculum tali (→ Sprungbein) an den Mittelfuß. Dort teilt er sich in die Arteria plantaris lateralis und medialis, die beim Menschen aus der Arteria tibialis posterior hervorgehen.